# Бродово (Свердловская область)
Бродово — село в Пригородном районе Свердловской области России. Входит в муниципальный округ Горноуральский, является центром Бродовской территориальной администрации.
Ранее входило в состав Бродовского сельсовета Пригородного района.

## География
Село Бродово расположено к северу от Екатеринбурга, в 46 километрах к юго-востоку от Нижнего Тагила (в 63 километрах по автодороге). Село вытянуто вдоль берегов реки Бродовки, вблизи впадения её в Петрокаменский пруд, на котором расположено более крупное село Петрокаменское. В черте Бродова река образует небольшой пруд. Летом 2020 года был построен новый мост через реку. Рядом с селом есть дороги до деревень Дубасовой, Шумихи и Матвеевой.
Севернее села Бродово, через село Петрокаменское, проходит автодорога Николо-Павловское — Алапаевск. Из Бродова к межрайонной автодороге ведёт подъездная дорога.
Часовой пояс
Бродово, как и вся Свердловская область, находится в часовой зоне МСК+2. Смещение применяемого времени относительно UTC составляет +5:00.

## История
Село было основано в 1680 году. До прихода советской власти было волостным селением. В 1921 году в селе был образован Бродовский сельский Совет. В 1930 году были организованы колхозы «Красный пролетарий», «Красная Заря», «Красное знамя», им. Сталина и «Светлый путь», объединённые в 1950 году в колхоз им. Шверника, который в 1955 году объединился с колхозом им. Сталина, а впоследствии был преобразован в совхоз Петрокаменский.

## Население
| 2002 | 2010 | 2021 |
| ---- | ---- | ---- |
| 611  | ↘598 | ↘502 |

Структура
По данным Всероссийской переписи населения 2002 года, русские составляли 98 % от числа сельчан. По данным переписи населения 2010 года, в селе проживали 598 человек — 282 мужчины и 316 женщин.

## Инфраструктура
В селе имеются памятник воинам Великой Отечественной войны, четыре магазина, детский сад, дом культуры, школа, почтовое отделение, опорный пункт полиции и фельдшерский пункт.
Добраться до села можно на автобусе из Нижнего Тагила и Алапаевска.

## Предприятия
- ООО фирма «Инсталл»
- ППО совхоз «Шумихинский»
- ООО «Уралрезинатехника»
- ФХ «Адель»